# Albirex Niigata Singapour Football Club
Maillots
Actualités
L'Albirex Niigata Singapour Football Club (en chinois : 新加坡新潟天鵝足球會, et en tamoul : அல்பிரெக்ஸ் நைகட்டா சிங்கப்பூர் கால்பந்து கிளப்), plus couramment abrégé en Albirex Niigata Singapour, est un club singapourien de football fondé en 2004 et basé à Singapour.
Le club joue ses matchs à domicile au stade de 2 700 places du Jurong East Stadium.
Le club est actuellement présidé par Daisuke Korenaga. L'équipe première, actuellement entraînée par Keiji Shigetomi, évolue en S League.

## Histoire
Elle est majoritairement composée de joueurs japonais, car liée au club japonais de l'Albirex Niigata en tant que club satellite.

## Palmarès
| \| - Championnat de Singapour (6) : - Vainqueur : 2016, 2017, 2018, 2020, 2022, 2023. - Coupe de Singapour (4) : - Vainqueur : 2015, 2016, 2017 et 2018. - Finaliste : 2011. \| \| - Coupe de la Ligue de Singapour (1) : - Vainqueur : 2011. - Supercoupe de Singapour (en) (4) : - Vainqueur : 2016, 2017, 2018 et 2023 - Finaliste : 2019, 2022 et 2024 \| |  | |
| - Championnat de Singapour (6) : - Vainqueur : 2016, 2017, 2018, 2020, 2022, 2023. - Coupe de Singapour (4) : - Vainqueur : 2015, 2016, 2017 et 2018. - Finaliste : 2011. |  | - Coupe de la Ligue de Singapour (1) : - Vainqueur : 2011. - Supercoupe de Singapour (en) (4) : - Vainqueur : 2016, 2017, 2018 et 2023 - Finaliste : 2019, 2022 et 2024 |

## Personnalités du club

### Présidents
- Daisuke Korenaga

### Entraîneurs
| - Hiroshi Ohashi (2004) - Otsuka Ichiro (2005 - 2006) - Hiroaki Hiraoka (1er février 2007 - 31 janvier 2009) - Kōichi Sugiyama (1er février 2010 - 31 janvier 2014) | - Tatsuyuki Okuyama (1er janvier 2014 - 31 décembre 2015) - Naoki Naruo (1er janvier 2016 - 31 décembre 2016) - Kazuaki Yoshinaga (1er février 2017 - 31 décembre 2018) - Keiji Shigetomi (11 décembre 2018 - ) |